# バーンプレーク郡
座標: 北緯14度38分52秒 東経100度34分57秒 / 北緯14.64778度 東経100.58250度
バーンプレーク郡（バーンプレークぐん）はタイ、アユタヤ県の郡（アムプー）の一つ。

## 歴史
1937年マハーラート郡内の北部16タムボンが分離し、バーンプレーク分郡を創設。1945年マハーラート郡からタムボン・クローンノーイとタムボンバーンポー（ตำบลบ้านโพธิ์）が編入し、合併してバーンプレーク郡第5番目のタムボン、タムボン・クローンノーイとなる。1959年12月1日郡に昇格した。
郡名となっている「プレーク」とはイネ科の一種であるギョウギシバである。

## 地理
隣接する郡は北から時計回りにロッブリー県ムアンロッブリー郡、サラブリー県ドーンプット郡、アユタヤ県マハーラート郡、アーントーン県チャイヨー郡。南北にロッブリー川が縦断している。

## 行政区分
郡内には5のタムボンがあり、さらにその下位に27の村（ムーバーン）がある。1つの自治体（テーサバーン）が設置されており、以下のようになっている。
- テーサバーンタムボン・バーンプレーク

また、郡内には5のタムボンが設置されている。以下は郡内のタムボンの一覧である。
1. タムボン・バーンプレーク・・・ตำบลบ้านแพรก
2. タムボン・バーンマイ・・・ตำบลบ้านใหม่
3. タムボン・サムパニアン・・・ตำบลสำพะเนียง
4. タムボン・クローンノーイ・・・ตำบลคลองน้อย
5. タムボン・ソーンホーン・・・ตำบลสองห้อง